# Robert Loua
Robert Loua (ur. 1 stycznia 1969) – gwinejski lekkoatleta, sprinter, dwukrotny olimpijczyk.
Zawodnik dwukrotnie reprezentował swój kraj na igrzyskach olimpijskich. W 1988 w Seulu startował w biegu na 100 metrów (czas 11,20 s) i na 200 metrów (czas 22,78 s), w obu przypadkach odpadając w eliminacjach. W 1996 w Atlancie startował w biegu na 100 metrów i odpadł w eliminacjach z czasem 11,21 s.
Jego młodszy brat Joseph był również sprinterem, olimpijczykiem z 1996 i 2000.

## Rekordy życiowe
| Dystans            | Wynik (s) | Miejsce | Data             |
| ------------------ | --------- | ------- | ---------------- |
| bieg na 100 metrów | 11,09     | Rzym    | 29 sierpnia 1987 |